# Athyroglossa metallica
Athyroglossa metallica är en tvåvingeart som beskrevs av Canzoneri och Giuseppe Giovanni Antonio Meneghini 1969. Athyroglossa metallica ingår i släktet Athyroglossa och familjen vattenflugor.
Artens utbredningsområde är Kongo. Inga underarter finns listade i Catalogue of Life.